# طوم كولي
طوم كولي هو لاعب هوكي جليد كندي، ولد في 21 أغسطس 1953 في تورونتو في كندا.

## وصلات خارجية
- طوم كولي على موقع دوري الهوكي الوطني (الإنجليزية)
- طوم كولي على موقع قاعة مشاهير الهوكي (لاعب أن.إتش.أل) (الإنجليزية)
- طوم كولي على موقع EliteProspects.com (الإنجليزية)
- طوم كولي على موقع HockeyDB.com (الإنجليزية)
- طوم كولي على موقع Hockey-Reference.com (الإنجليزية)